# Observator de Constanța
Observator Constanța este un ziar regional din Constanța, Dobrogea, România.